# 양원왕
양원왕(陽原王(성휘: 고평성(高平成)), 6세기 초중반 시대(528년경? 또는 530년경? 또는 532년경? 또는 538년경? 출생) 출생 추정~559년 3월, 재위: 545년 3월~559년 3월)은 고구려의 제24대 국왕이다. 그는 적어도 재위 기간 동안에는 행정 담당 국상(재상)이었던, 거문고 연주 음악가 겸 정치인 왕산악(王山岳)의 정치적 보필 등을 족히 받았다고 전해진다.
양강상호왕(陽崗上好王), 양강왕(陽崗王)이라고 불리우기도 하며, 휘는 평성(平成)이다. 위서(魏書)에는, 이름이 성(成)으로 기록되어 있다. 그는 안원왕(安原王)의 장남이며, 태어나면서부터 총명하고 지혜로웠으며, 장성해서는 용맹함이 다른 사람보다 뛰어났고, 533년 1월에 태자가 되었다. 545년 3월에 선왕이 죽자 왕위에 올랐다. 양원왕대 고구려는 대내적으로는 정치세력간의 갈등과 반란을 대외적으로는 돌궐의 침입과 한강 유역의 10성을 신라에게 빼앗기는 굴욕을 당하는 등 쇠퇴기로 평가받는다.

## 생애
일본서기(日本書紀)의 긴메이 천황(欽明天皇) 6년(545년), 7년(546년) 조에는, 그리고 백제본기(百済本記)에 인용한 기사에는 양원왕의 즉위에는 고구려 내부에 내분이 있었다고 한다. 향구상왕(香丘上王, 안원왕)에게는 정부인(正夫人, 제 1왕비)이 있었는데 아들이 없고, 중부인(中夫人, 제 2왕비)인 8살 아들인 평성을 왕(양원왕)으로 옹립 하였다. 그러나 소부인(小夫人, 제 3왕비)에도 아들이 있었고, 안원왕이 병에 걸리면서, 중부인의 친가인 추군(麁群)과 소부인의 친가인 세군(細群)이 왕위를 다투었고, 이 과정에서 추군이 이기고, 세군 2,000명을 몰살하였다고 한다. 다만, 삼국사기의 태자 옹립 기사(533년)와 백제본기 8세 즉위(545년)와는 상충(相衝)된다.
북조의 동위(東魏), 북제(北齊)만 조공을 계속하고, 남조와의 교류는 결국 중단하였다. 북제에서는 550년에 사지절 시중 표기대장군 영호동이교위 요동군개국공 고구려왕(使持節 侍中 驃騎大将軍 領護東夷校尉 遼東郡開國公 高句麗王)으로 책봉 되었다.
547년에 백암성을 고쳐 쌓고, 신성을 수리하여 전쟁을 대비하였다. 548년에 군사 6,000명으로 백제의 독산성을 공격하였으나, 신라의 장군 주진이 구원군을 이끌고 와서 실패하였다. 550년에 백제가 쳐들어와서 도살성이 함락되었다. 이에 백제 금현성을 공격하였으나, 이 틈을 노린 신라군에게 고구려 두 성을 함락되었다. 551년에 돌궐군이 쳐들어와서 신성을 포위하였으나 승리하지 못하자 백암성으로 옮겨 공격하였다. 이에 양원왕은 장군 고흘에게 군사 10,000명을 주어 싸우게 하여 1,000여 명을 죽이거나 사로잡았다. 이 해에 다시 신라가 쳐들어와서 10개의 성이 함락되었다. 552년에 장안성을 쌓았다. 554년에 백제 웅천성을 공격하였으나 실패했다. 재위 13년인 557년에 왕자 양성(陽成)을 태자로 삼았다. 그 해 10월에 환도성의 장수 간주리(干朱理)가 반란을 일으켰으나 실패하고 사형당했다. 재위 15년인 559년 3월에 죽었다.

## 가족 관계
- 아버지 : 안원왕(安原王, ?~545) - 제23대 국왕
- 어머니 : 중부인[6]
  - 왕비 : 미상
    - 아들 : 평원왕(平原王, ?~590) - 제25대 국왕

## 기년
| 양원왕 | 원년   | 2년    | 3년    | 4년    | 5년    | 6년    | 7년    | 8년    | 9년    | 10년   | 11년   | 12년   | 13년   | 14년   | 15년   |
| 서력   | 545년  | 546년  | 547년  | 548년  | 549년  | 550년  | 551년  | 552년  | 553년  | 554년  | 555년  | 556년  | 557년  | 558년  | 559년  |
| 단기   | 2878년 | 2879년 | 2880년 | 2881년 | 2882년 | 2883년 | 2884년 | 2885년 | 2886년 | 2887년 | 2888년 | 2889년 | 2890년 | 2891년 | 2892년 |
| 간지   | 을축   | 병인   | 정묘   | 무진   | 기사   | 경오   | 신미   | 임신   | 계유   | 갑술   | 을해   | 병자   | 정축   | 무인   | 기묘   |

## 같이 보기
- 한국의 역사
- 백제
  - 성왕 (523년~554년)
  - 위덕왕 (554년~598년)
- 신라
  - 진흥왕 (540년~576년)
- 왜
  - 긴메이 천황 (539년~571년)
- 양
  - 양 고조 무제 (502년~549년)
  - 양 태종 간문제 (549년~551년)
  - 양 폐제 예장흥문왕 (551년)
  - 양 세조 효원제 (552년~554년)
  - 양 숙종 민제 (554년~555년)
  - 양 목종 경제 (555년~557년)
- 동위
  - 동위 효정제 (534년~550년)
- 서위
  - 서위 양조 경문제 (535년~551년)
  - 서위 열종 효민제 (551년~554년)
  - 서위 공제 (554년~556년
- 진
  - 진 고조 무제 (557년~559년)
- 북제
  - 북제 현조 문선제 (550년~559년)
- 북주
  - 북주 효민제 (557년)
  - 북주 세종 명제 (557년~560년)